# سيرجيو ساباتينو
سيرجيو ساباتينو هو لاعب كرة قدم إيطالي في مركز الدفاع، ولد في 20 أبريل 1988 في كورليوني في إيطاليا.

## وصلات خارجية
- سيرجيو ساباتينو على موقع قاعدة بيانات كرة القدم.إي يو (الإنجليزية)
- سيرجيو ساباتينو على موقع Soccerway.com (الإنجليزية)
- سيرجيو ساباتينو على موقع عالم كرة القدم.نت (الإنجليزية)